# Соболевы
Со́болевы — древний русский дворянский род. Род включён в VI часть родословных книг Тульской, Рязанской и Псковской губерний, а также во II и III части родословных книг: Владимирской, Воронежской, Казанской, Калужской, Костромской, Московской, Нижегородской, Оренбургской, Орловской, Пензенской, Полтавской, Санкт-Петербургской, Симбирской, Ставропольской, Харьковской, Херсонской и Ярославской губерний.

## Происхождение и история рода
Род происходит от Григория Микулича Соболя митрополичьего дворянина, который выехал (1460) из Рязани в Москву на службу к московскому князю Ивану III и Филиппу I (митрополиту Московскому). В митрополичьих грамотах (1467), упоминается послух Григорий Микулич Соболь «думный боярин митрополичьего двора при Симоновом монастыре» том же году Григорий Микулич Соболь послан и «заведует митрополичьими водными угодьями» в Нижнем-Новгороде. Матвей Шадра и Иван Микулич дети Соболевы служат (1496) дьяками митрополиту Симону при дворе. Братья Микуличи продают (1498) свою вотчину на Холопьей Луке и в это же время приобрели другое свое имение в митрополичьих владениях под Москвой. Так же упоминаются их дети: Григорий, Димитрий Баба и Алексий Шестой. Митрополичий боярин Елизар Соболев, как представитель митрополита, встречал в Нижнем-Новгороде царя Ивана Грозного (1553).
Представители рода числится в старинных слугах митрополитов Московских — дьяк Иван Васильевич (1524) и Кузьма Елизарович (1553) Соболевы.
Митрополичий сын боярский Губа Васильевич Соболев упоминается (1526) в числе других вассалов митрополита Даниила, которому была вручена разъезжая грамота от боярина Федора Семеновича Воронцова и земли из владения — Кривдинские деревни Андреевского села — от вотчины Чудина Акинфова — сельца Новое в Юрьев-Польском.
Соболевы дети перечисляются как пострадавшие от рук политики Ивана IV «по убиении же митрополита, не токмо многих клириков, но и нехиротонисанных мужей благородных околько сот помучено различными муками и погублено».
Иван Губа и Василий Шила Фёдоровы Соболевы погибли (1535) при осаде Стародуба, их имена внесены в синодик Успенского Кремлёвского собора на вечное поминовение.

## Описание гербов

#### Герб. Часть XVIII. № 130.
Герб действительного статского советника Владимира Соболева: в лазуревом щите серебряный пояс, обременённый соболем натурального цвета с червлёными глазами и языком, сопровождаемый вверху и внизу золотыми о шести лучах звёздами. Щит увенчан дворянским коронованным шлемом. Нашлемник: три страусовых пера: среднее голубое, правое серебряное, левое золотое. Намёт: справа голубой с серебром, слева голубой с золотом.

#### Герб. Часть XIII. № 59 (сборник дипломных гербов не внесённых в гербовник).
Герб генерал-майора Михаила Соболева, пожалованного (1840): щит полурассечён и пересечён. В правом верхнем, золотом поле, рука в серебряных латах держит серебряный с золотой рукоятью меч. В левом верхнем, красном поле, серебряная крепость. В нижнем, лазуревом поле, накрест золотая пушка, серебряный якорь и колесо. Над щитом дворянский коронованный шлем с тремя страусовыми перьями. Намёт: лазуревый, подложен серебром.

## Известные представители
- Соболев Григорий Микулич — думный боярин митрополичьего двора (1467) при московском князе Иване III и Филиппе I (митрополите Московском);
- Соболев Матвей Шадра — дьяк (1496) при дворе митрополита Симона;
- Соболев Иван Микулич — дьяк (1496) при дворе митрополита Симона;
- Соболев Григорий — сын боярский (1498);
- Соболев Димитрий Баба — сын боярский (1498);
- Соболев Алексий Шестак — сын боярский (1498);
- Соболев Иван Васильевич — дьяк (1524);
- Соболев Губа Васильевич — сын боярский (1526) при дворе митрополита Даниила, погиб в сражении при осаде Стародуба (1535 †);
- Соболев Кузьма Елизарович — дьяк (1553);
- Соболев Абрам — дьяк (1676), воевода в Олонце (1685—1686)[6];
- Соболев Евсевий Абрамович — московский дворянин (1695)[7];
- Соболев Михаил Иванович (1837—1911) — протоиерей Русской Православной церкви, настоятель храма Христа Спасителя (1908—1911);
- Соболев Александр Петрович (1836—1911) — епископ Русской Православной Церкви, епископ Вологодский и Тотемский;
- Соболев Гавриил Гаврилович (1880—1933) — епископ Русской Православной церкви, архиепископ Свердловский и Ирбитский;
- Соболев Николай Борисович (1881—1950) — святой епископ Русской православной церкви;
- Соболев Владимир Васильевич (1890—1914) — кавалер ордена Святого Георгия 4-й степени.
- Соболева Елена Романовна  (27 марта 1936 - 02 ноября 1999) — Учёный биолог. Работала в Бакулевском институте, окончила биофак МГУ;